# Tromborn
Tromborn (fràncic lorenès Tromborren) és un municipi francès situat al departament del Mosel·la i a la regió del Gran Est. L'any 2007 tenia 330 habitants.

## Demografia

### Població
El 2007 la població de fet de Tromborn era de 330 persones. Hi havia 134 famílies, de les quals 28 eren unipersonals (12 homes vivint sols i 16 dones vivint soles), 59 parelles sense fills, 43 parelles amb fills i 4 famílies monoparentals amb fills.
La població ha evolucionat segons el següent gràfic:
Habitants censats

### Habitatges
El 2007 hi havia 143 habitatges, 134 eren l'habitatge principal de la família, 2 eren segones residències i 7 estaven desocupats. 123 eren cases i 21 eren apartaments. Dels 134 habitatges principals, 112 estaven ocupats pels seus propietaris, 19 estaven llogats i ocupats pels llogaters i 4 estaven cedits a títol gratuït; 9 tenien tres cambres, 25 en tenien quatre i 101 en tenien cinc o més. 128 habitatges disposaven pel capbaix d'una plaça de pàrquing. A 55 habitatges hi havia un automòbil i a 74 n'hi havia dos o més.

### Piràmide de població
La piràmide de població per edats i sexe el 2009 era:
| Homes | Edats   | Dones |
| ----- | ------- | ----- |
| 0     | 95 o +  | 0     |
| 0     | 90 a 94 | 0     |
| 0     | 85 a 89 | 8     |
| 0     | 80 a 84 | 0     |
| 4     | 75 a 79 | 4     |
| 0     | 70 a 74 | 0     |
| 12    | 65 a 69 | 20    |
| 12    | 60 a 64 | 0     |
| 8     | 55 a 59 | 16    |
| 4     | 50 a 54 | 0     |
| 40    | 45 a 49 | 32    |
| 0     | 40 a 44 | 12    |
| 20    | 35 a 39 | 8     |
| 4     | 30 a 34 | 8     |
| 12    | 25 a 29 | 8     |
| 4     | 20 a 24 | 8     |
| 8     | 15 a 19 | 12    |
| 4     | 10 a 14 | 4     |
| 4     | 5 a 9   | 12    |
| 8     | 0 a 4   | 0     |

## Economia
El 2007 la població en edat de treballar era de 223 persones, 163 eren actives i 60 eren inactives. De les 163 persones actives 150 estaven ocupades (89 homes i 61 dones) i 13 estaven aturades (5 homes i 8 dones). De les 60 persones inactives 19 estaven jubilades, 16 estaven estudiant i 25 estaven classificades com a «altres inactius».

### Ingressos
El 2009 a Tromborn hi havia 130 unitats fiscals que integraven 320,5 persones, la mediana anual d'ingressos fiscals per persona era de 19.764 €.

### Activitats econòmiques
Dels 2 establiments que hi havia el 2007, 1 era d'una empresa extractiva i 1 d'una empresa de comerç i reparació d'automòbils.
L'any 2000 a Tromborn hi havia 5 explotacions agrícoles.

## Equipaments sanitaris i escolars
El 2009 hi havia una escola elemental integrada dins d'un grup escolar amb les comunes properes formant una escola dispersa.

## Poblacions més properes
El següent diagrama mostra les poblacions més properes.